# Яхонино
Яхонино — упразднённая деревня в Александровском районе Владимирской области России.

## География
Урочище находится в северо-западной части области, в зоне хвойно-широколиственных лесов, при автодороге 17Н-95, на расстоянии примерно 22 километров (по прямой) к северо-западу от города Александрова, административного центра района.

### Климат
Климат характеризуется как умеренно континентальный, с умеренно тёплым летом, холодной зимой, короткой весной и облачной, часто дождливой осенью. Среднегодовая температура воздуха — +3,4 °C. Годовое количество атмосферных осадков — 549 миллиметров, из которых большая часть выпадает в тёплый период.

## История
В «Списке населенных мест Владимирской губернии по сведениям 1859 года» населённый пункт упомянут как владельческая деревня Александровского уезда, расположенная при прудах, в 32 верстах от уездного города. В деревне насчитывалось 9 дворов и проживало 44 человек (41 мужчина и 36 женщин).
По состоянию на 1905 год, в Яхонине имелось 19 дворов и проживало 84 человека. В административном отношении деревня входила в состав Тирибревской волости.
В советское время входила в состав Искровского сельсовета Александровского района. Упразднена решением облисполкома № 117 от 3 февраля 1971 года как фактически не существующая.